# Hemvärnets musikkår Bohusdal
Hemvärnets musikkår Bohusdal, från början Hemvärnets musikkår Trollhättan, är en militär blåsorkester på ungefär 40 musiker och organiseras inom försvarsmakten under Hemvärnsmusiken. Musikkåren är stationerad i Trollhättan.

## Historik
Musikkåren, då NTO: s musikkår Trollhättan, startade 1937 på ett initiativ av Dick Ljungman. Den 28 februari 1937 samlade han ett gäng ungdomar och ett antal gamla instrument från en tidigare NTO-musikkår fördelades bland dessa. Efter viss tvekan ställde musikfanjunkare August Hermansson upp och tog det musikaliska ansvaret för musikkåren.
Musikkåren tränades hårt och uppträdde parallellt med övandet på enklare spelningar, bland annat på en gökotta vid Stensmedjan. 1939 ansåg Hermansson att musikkåren nått såpass musikaliskt kunnande att man kunde medverka vid 1: a majdemonstrationen och Musikens dag i Trollhättan.
1943 ersattes August Hermansson av en yngre kraft, musikdirektör Harald "Olle" Olsson från Uddevalla. Repetitionstiden ökade från 2 timmar per kväll till 5,5 timmar ("Olle"s tåg till Uddevalla gick ju inte förrän 23.30 och det gällde ju att nyttja tiden).
"Olle" fick snabbt fason på musikkåren såväl musikaliskt som utseendemässigt. Musikkåren utrustades med blå kavajer, grå byxor och en vit mössa. Medlemmarna tillverkade en lyra för att förgylla klangen i musikkåren och en lyrspelare rekryterades. "Olle" erbjöds en förhöjning av sitt arvode, men avstod detta och tog i stället initiativet att inrätta en fond, Elly och Harald Olssons instrumentfond, som skulle möjliggöra instrumentinköp till musikkåren framöver.
Redan 1940 organiserades den första hemvärnsmusikkåren i Trollhättan. Det var musikfanjunkare August Hermansson som samlade musiker från Trollhättans civila musikkårer till en militär musikkår. Fältuniformer kvitterades ut och musikkåren övade intensivt och började lösa sin uppgift genom att spela för hemvärnsmännen vid deras övningar. Musikkåren spelade även vid uppmarscher och manifestationer för rekrytering till det nystartade hemvärnet. Efter krigsslutet 1945 upplöstes denna musikkår.
Åren gick och tanken på en hemvärnsmusikkår fanns, men man kom inte till beslut förrän driftvärnet vid Trollhätte Kraftverk i samråd med Fo 34 erbjöd NTO: s musikkår Trollhättan att organisera den nya hemvärnsmusikkåren. Budet antogs och efter mycket övning och inspektion var musikkåren redo att följa med driftvärnet upp till Stockholm och högvakt den 17 maj 1969. Musikkårens framträdande denna dag uppmärksammades enormt av massmedia då musikkåren var först med att ha en kvinnlig musiker i högvaktssammanhang - Gunilla Melkersson på lyra.
I och med en omorganisation 2004 införlivas hemvärnsmusikkårerna i Vänersborg och Bengtsfors med Trollhättan under det nya namnet Hemvärnets musikkår Bohusdal med Bohuslän-Dalsland som huvudsakligt verkningsområde.

## Organisation
Musikkåren tillhör 40: e hemvärnsbataljonen (Bohusbataljonen), sorterar under Västra militärregionen (MR V), administreras av Bohusdalgruppen och är stationerad i Trollhättan.

### Dirigenter
- 1969 - 1970 Harald "Olle" Olsson
- 1970 Uno Hansson
- 1970 - 1972 Birger Jarl
- 1972 - 1976 Sven Lång
- 1976 - 1979 Olof Jörnbrink
- 1981 - 1984 Per Berlin
- 1984 - 1987 Uno Hansson
- 1987 - 1993 Curt Severö
- 1993 - 2023 Marie Lundmarker (2001 Birger Jarl vik.)
- 2023 - Stina Widén

### Kårchefer
- 1969 - 1976 Lars Karlsson
- 1976 - 1991 Sixten Johansson
- 1991 - 2007 Lennart Lillberg
- 2007 - 2024 Martin Feivik
- 2024 - Robert Legeza Söderström

### Hemvärnstrumslagare
- 1969 - 1970 Harald "Olle" Olsson
- 1970 - 1986 Uno Hansson
- 1987 - 2018 Lars Larsson
- 2018 - Daniel Svedmyr

## Framträdanden
Musikkåren spelar främst vid militära ceremonier i närområdet, till exempel vid Bohusbataljonen, Fjärde sjöstridsflottiljen - röjdykardivisionen och Skaraborgs flygflottilj (F 7), men ger även konserter, parader, spelar vid statsceremoniella sammanhang och representerar Sverige utomlands.
Några exempel där musikkåren deltagit är:
- Vaktparad och högvaktsavlösning (årligen), Stockholm
- Nijmegenmarschen (1972), Nijmegen
- Nynäshamn Tattoo (1986), Nynäshamn
- Danish International Military Tattoo (2013), Aabenraa
- Firandet av Carl XVI Gustafs 50 år på tronen (2023), Karlstad